# Repens
Repens is een geslacht van vlinders van de familie dikkopjes (Hesperiidae), uit de onderfamilie Hesperiinae.

## Soorten
- R. repens Evans, 1955
- R. repta Evans, 1955